# Церква Циранавор
У тій частині Аштарака (Арагацотнський марз), яка раніше іменувалася фортечною, на скелястому березі річки Касах стоїть найдавніша з тутешніх церков, типова для ранньохристиянського зодчества. Це Циранавор («Пурпурова», «Помаранчева» або «Абрикосова») - базилічна будівля V–VI століть, розділена всередині на три нефи чотирма колонами. Була збудована за розпорядженням католікоса Нерсеса II Багревандського. У скромній лаконічній споруді з чорного туфу єдиною прикрасою, мабуть, є спарене вікно з колонкою посередині. Стародавня базиліка була обведена двома кільцями стін, які надали будівлі вигляд замку. Розташована на урвищі біля річки, вона відігравала роль військового укріплення, тому й називають її ще Покаберд — фортеця Поки. Зовнішні розміри церкви 12,6 x 25,3 метрів. Дах центрального нефа тримається на трьох парах T-подібних колон, що властиво вірменській архітектурі того періоду. Покрівля церкви була зруйнована в 1815 році.
Згідно зі стародавньою легендою, три сестри, які жили в Аштараці, закохуються в молодого чоловіка на ім'я Саркіс. Старші дві сестри вирішують померти, таким чином жертвуючи себе заради молодшої. Одна одягає абрикосову сукню, інша — червону, і кінчають життя самогубством, викидаючись в ущелину. Дізнавшись про це молодша сестра, одягаючи білу сукню теж стрибає в ущелину, а Саркіс від горя стає відлюдником. Таким чином на краю урвища з'явилися три церкви – Спітакавор (Білувата), Кармравор (Червонувата) і Циранавор (Абрикосова).
На жаль, до наших днів збереглися лише стіни споруди. Від остаточної руйнації її оберігають кам'яні підпори з трьох сторін.

## Ресурси Інтернету
- | Чудові фотки[недоступне посилання з жовтня 2019]